# Turniej o Srebrny Kask 1996
Turniej o Srebrny Kask 1996 – rozegrany w sezonie 1995 turniej żużlowy z cyklu rozgrywek o „Srebrny Kask”, w którym mogli uczestniczyć zawodnicy do 21. roku życia. W rozegranym w Zielonej Górze finale zwyciężył Wiesław Jaguś, który w dodatkowym biegu pokonał Piotra Protasiewicza. Trzecie miejsce zajął Rafał Dobrucki.

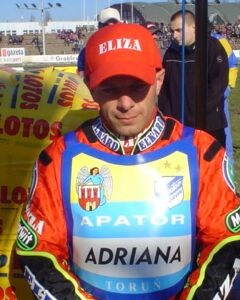
Wiesław Jaguś - zdobywca SK 1996

## Finał
- 8 sierpnia 1996 r. (wtorek), Zielona Góra

| Msc. | Zawodnik              | Klub                  | Pkt  |               |  |
| ---- | --------------------- | --------------------- | ---- | ------------- |  |
| 1    | Wiesław Jaguś         | Apator Toruń          | 12+3 | (3,1,3,3,2)   |  |
| 2    | Piotr Protasiewicz    | WTS Wrocław           | 12+2 | (3,3,1,2,3)   |  |
| 3    | Rafał Dobrucki        | Polonia Piła          | 11+3 | (0,2,3,3,3)   |  |
| 4    | Grzegorz Walasek      | ZKŻ Zielona Góra      | 11+2 | (3,2,2,3,1)   |  |
| 5    | Sebastian Ułamek      | Włókniarz Częstochowa | 11+1 | (3,2,2,2,2)   |  |
| 6    | Waldemar Walczak      | Polonia Piła          | 10   | (2,1,3,2,2)   |  |
| 7    | Damian Baliński       | Unia Leszno           | 9    | (2,d,3,1,3)   |  |
| 8    | Adam Skórnicki        | Unia Leszno           | 9    | (1,2,2,3,1)   |  |
| 9    | Leszek Sikorski       | Start Gniezno         | 7    | (2,3,0,1,1)   |  |
| 10   | Tomasz Bajerski       | Apator Toruń          | 6    | (1,0,2,d,3)   |  |
| 11   | Krzysztof Jabłoński   | Start Gniezno         | 5    | (1,3,1,d,u/-) |  |
| 12   | Robert Mikołajczak    | Unia Leszno           | 5    | (0,1,0,2,2)   |  |
| 13   | Maciej Kuciapa        | Stal Rzeszów          | 4    | (0,3,1,0,d)   |  |
| 14   | Mariusz Staszewski    | Stal Gorzów Wlkp.     | 4    | (2,1,0,1,0)   |  |
| 15   | Sylwester Moskwiak    | Stal Gorzów Wlkp.     | 2    | (1,0,0,1,0)   |  |
| 16   | Tomasz Rempała        | Unia Tarnów           | 2    | (0,0,1,0,1)   |  |
|      | rez. Piotr Winiarz    | Stal Rzeszów          | 0    | (0)           |  |
|      | rez. Tomasz Poprawski | Iskra Ostrów Wlkp.    | ns   |               |  |